# 31991 Royghosh
31991 Royghosh è un asteroide della fascia principale. Scoperto nel 2000, presenta un'orbita caratterizzata da un semiasse maggiore pari a 2,3645645 UA e da un'eccentricità di 0,1240014, inclinata di 7,10868° rispetto all'eclittica.